# Sidney Jones
Sidney Jones, född 17 juni 1861 i London England, död 29 januari 1946 i London, var en engelsk operettkompositör.

## Biografi
Jones mest populära verk är den över hela Europa givna The geisha(1896, uppförd som Geishan i Stockholm 1898). Bland hans övriga operetter märks The gaity girl (1893), An artist's model (1895) och A greek sclave (1899).